# Саратов Іван Юхимович
Саратов Іван Юхимович (нар.7 жовтня 1930, с. Стариця Вовчанського району, УСРР — пом.19 лютого 2012, Харків) — український гідротехнік, декан факультету інженерної екології міст Харківського інституту інженерів міського господарства (1991—1996), краєзнавець, голова Харківської обласної організації Національної Спілки краєзнавців України (1992—2012), заслужений працівник культури України (1995), лауреат премії Ради Міністрів СРСР (1980).

## Біографія
- 1955 Закінчив Харківський інженерно-будівельний інститут, спеціальність — гідротехнічне будівництво річкових споруд та гідроелектростанцій
- 1955—1956 на будівництві Мінгячевірської греблі на р. Кура (Азербайджан), Червонооскольського водоймища каналу Сіверський Донець — Донбас, інженер-гідротехник
- 1956—1970 у проектному інституті Харківський Водоканалпроект, головний інженер проектів
- 26 червня 1970 захист дисертації «Исследование щелевых треугольных в плане гасителей для трубчатых водовыпусков», кандидат технічних наук
- 1970—1990 у науково-дослідному інституті Укрводгео, керівник науково-дослідної лабораторії
- 1991—2012 у Харківській національній академії міського господарства, доцент кафедри інженерної екології міст
- 1991—1996 5 років декан факультету інженерної екології міст, який був створений у квітні 1991 року[1][2]

Іван Саратов є автором понад 100 наукових праць і 20 авторських свідоцтв у галузі гідротехніки, понад 60 праць з краєзнавства та геральдики.

## Нагороди
- 1979 — за підсумками Всесоюзного конкурсу присуджено другу премію НТТ чорної металургії
- 1980 колективам Орджонікідзевського гірничозбагачувального комбінату і ВНДІ Водгео, у тому числі І. Ю. Саратову, постановою Ради Міністрів СРСР було присуджено Премію Ради Міністрів СРСР за розробку гідротехнічного проекту та будівництво хвостового господарства і зворотного водопостачання Чкаловської збагачувальної фабрики
- 2000 — Лауреат творчої премії Харківського міськвиконкому в галузі краєзнавства ім. Д. І. Багалія

## Праці
- І. Ю. Саратов. Слово про Сіверський Донець // Вечірній Харків. — 1975 — 15 травня
- Саратов І. Слово про Сіверський Донець [Архівовано 17 листопада 2014 у Wayback Machine.] // Вечір. Харків. — 1975 — 15 травня — (Природа і ми) // Харківська державна наукова бібліотека імені В. Г. Короленка
- Саратов І. Ю. Харкове, звідки ім’я твоє? [Архівовано 26 березня 2022 у Wayback Machine.] // Харків: ХНАМГ, 2005.